# Дунай
Дуна́й (антична назва — Істр) — друга за довжиною і площею басейну річка Європи (після Волги). Довжина — 2961 км.
Річка бере початок у Німеччині, в горах Шварцвальда. Далі тече через столиці Центральної та Східної Європи — Відень, Братиславу, Будапешт і Белград, і вливається в Чорне море через дельту Дунаю в Румунії та Україні.

## Історичні відомості
Своїм існуванням річка завдячує процесам орогенезу, Паратетісу та Паннонському морю — доісторичному мілководному морю, що існувало впродовж міоцену та пліоцену на території сьогоденної низовини.
Найдавніші достовірні відомості про Дунай містяться у творах давньогрецького історика Геродота (V ст. до н. е.), який писав у 2-й книзі своєї «Історії», що річка Істр (давньогрецька назва Дунаю) починається в країні кельтів та тече, перетинаючи Європу посередині. Уливається ж річка Істр у Понт Евксінський сімома рукавами.
Теперішню назву річці дали кельти, що жили тут в 1-й половині I тисячоліття до н. е. Дунай дістав назву Danuvius (швидка вода) від кельтських слів danu (швидкий) та vius (вода).
У 105 році нашої ери римський імператор Траян побудував перший кам'яний міст через Дунай.
Ідея сполучення Дунаю з Рейном була висловлена в VIII столітті. В 793 році Карл Великий почав будівництво Фосса-Кароліна. Канал в його теперішньому вигляді будувався з 1960 по 25 вересня 1992 року. Кошторисна вартість будівництва — 2,3 млрд євро.

## Фізична географія

### Довжина та траєкторія

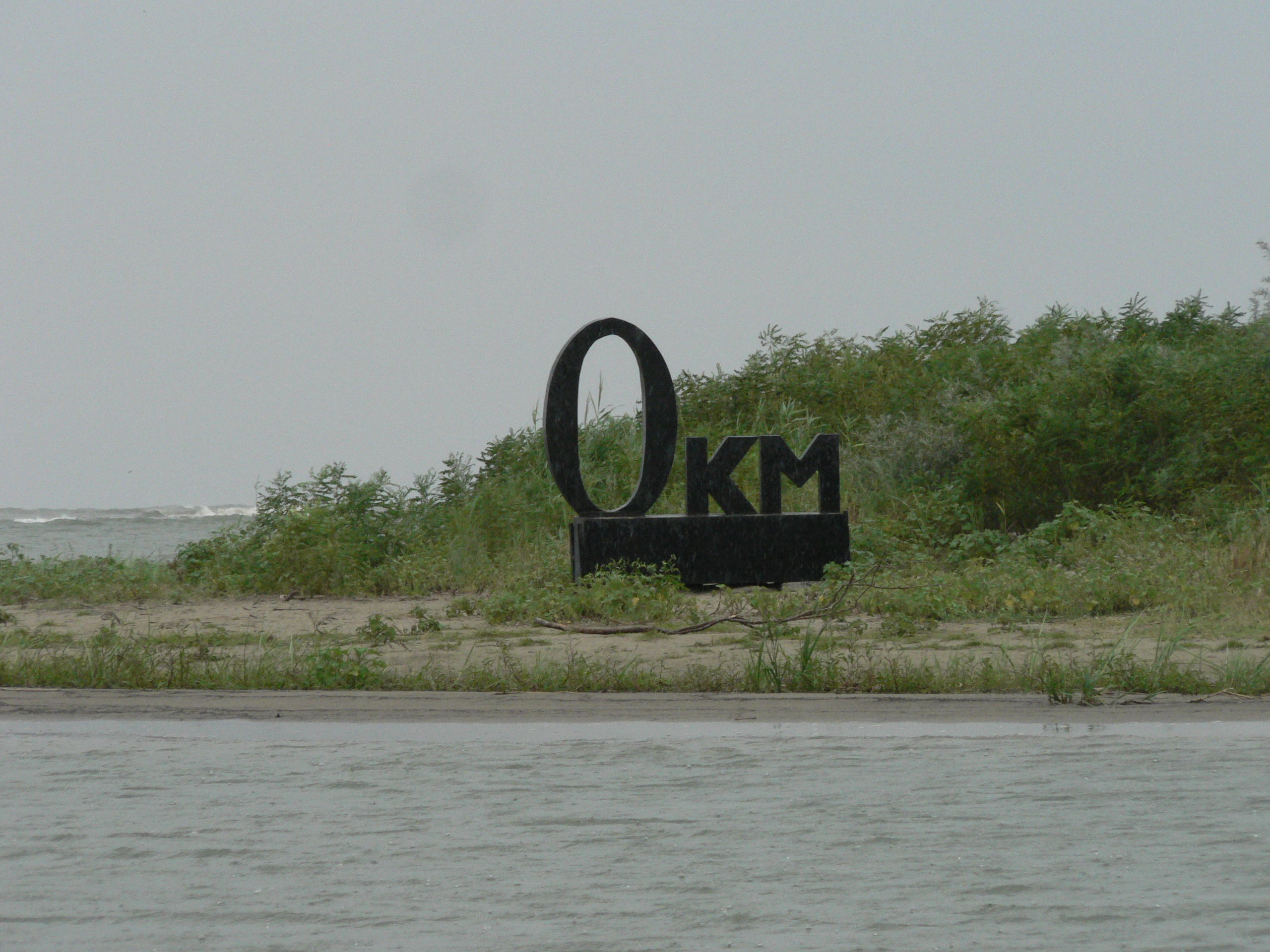
Знак «Нульовий кілометр». Звідси починається відлік довжини Дунаю

Витік Дунаю міститься на території Німеччини в горах Шварцвальду, де біля міста Донауешинген на висоті 678 м над рівнем моря зливаються гірські потоки Бреге (довжина 48 км) та Брігах (43 км).
На своєму шляху Дунай кілька разів змінює напрямок. Спочатку тече гірською місцевістю Німеччини на південний схід, потім на відмітці 2747 км (кілометраж річки вимірюється від крайньої точки дельти в напряму витоку) змінює напрям на північно-східний. Цей напрямок зберігається до м. Регенсбурга (2379 км), де лежить найпівнічніша точка течії річки (49° 03' пн. ш.). Біля Регенсбурга Дунай повертає на південний схід, потім перетинає Віденську котловину й далі понад 600 км тече Середньодунайською низовиною. Проклавши річище через гірське пасмо Південних Карпат ущелиною Залізні Ворота, річка до самого Чорного моря понад 900 км тече Нижньодунайською низовиною. Найпівденніша точка річки — біля м. Свиштов (Болгарія) — 43° 38' пн. ш.
При відстані по прямій між витоком (Донауешинген) та крайнім пунктом дельти (відмітка «0 км» в українській частині дельти нижче від м. Вилкового на острові Анкудінов) за 1642 км коефіцієнт звивистості русла річки становить 1,71.
Дунай — друга найдовша річка Європи, поступається тільки Волзі.

### Дельта

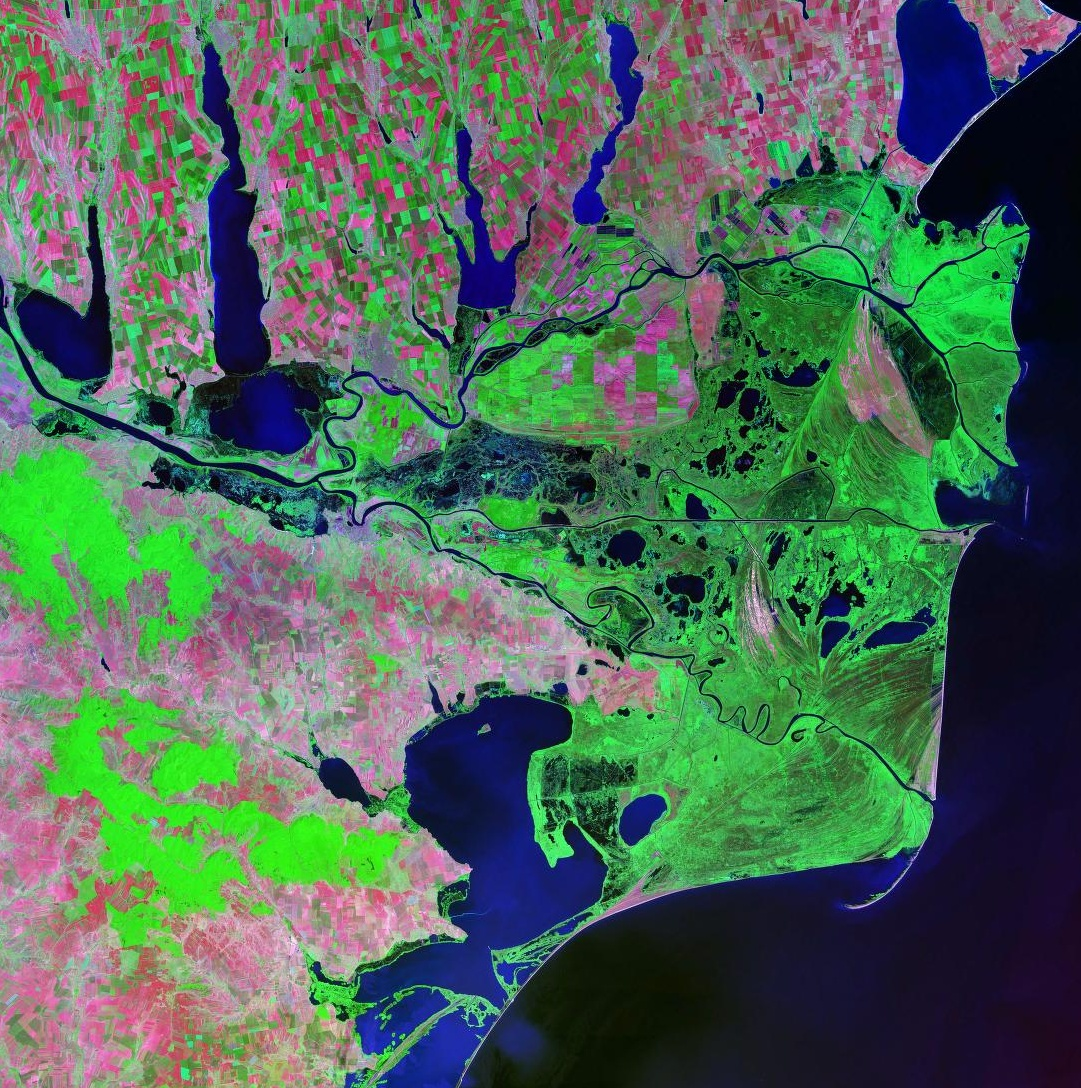
Дельта Дунаю, супутниковий знімок

У нижній течії Дунай, розгалужуючи своє русло, утворює велику, прорізану густою сіткою водотоків та озер, болотисту дельту завдовжки з заходу на схід 75 км та завширшки з півночі на південь 65 км.
Вершина дельти — коло мису Ізмаїльського Чаталу за 80 км від гирла, де основне річище Дунаю спочатку розгалужується на Кілійське та Тульчинське гирла. За 17 км нижче вздовж течії Тулчинське гирло розділяється на Георгієвське та Сулинське, які впадають у Чорне море поокремо.
Кілійське гирло в межах території України утворює так звану Кілійську дельту — найбільш швидкоплинну частину дельти Дунаю.
Більша частина дельти Дунаю вкрита плавнями — це другий щодо площі масив цього типу ландшафту в Європі (поступається площею лише плавням у дельті Волги).

### Рукави
Дунай має численні рукави, що іноді значно (10 і більше кілометрів) відходять від основного річища.
Найдовші на правому березі рукави — Мошонський, або Дьєрський Дунай (витік — 1854 км, гирло — 1794 км) та Дунеря-Вєкє (237 та 169 км); на лівому березі — Малий Дунай (витік — 1867 км, вливається до Вагу), Шорокшарський Дунай (1642 й 1586 км), Борча (371 і 248 км).

### Водозбірна площа
Загальна площа водозбору Дунаю становить 817 тис. км². Її крайні точки — 42° 12' та 50° 05' пн. ш., 8° 10' та 29° 40' сх. д. Басейн із заходу на схід завдовжки 1690 км, завширшки 820 км.
Дунайський басейн межує на півночі з водозбірними басейнами річок Везера, Ельби, Одеру, Вісли, на північному сході — Дністра, на заході та північному заході — Рейна. На південь від басейну Дунаю лежать басейни дрібних річок Адріатичного та Егейського морів. Дунай живиться дощовими водами, що стікають з водозбору, талими водами снігів та льодовиків Альп та Карпат, підземними водами.
Незважаючи на загалом складний режим водних рівнів, на Дунаї чітко простежуються періоди паводку, межені та зимовий період. На верхньому Дунаї найвищі рівні води спостерігаються на початку літа (червень), найнижчі — взимку (грудень — лютий). На ділянці середнього Дунаю, до впадіння великих приток (Драви, Тиси, і особливо Сави), режим рівнів води зберігається близький до верхнього Дунаю, але амплітуда коливань дещо згладжена. На нижньому Дунаї найвищі рівні води спостерігаються в період паводку (квітень — травень), найнижчі — восени (вересень — жовтень).
Річний стік Дунаю становить близько 210 км³ води.

#### Притоки
Дунайський басейн має асиметричну форму. Його правобережна частина менша (44 % площі водозбору), але на правому березі течуть найповноводніші притоки, з якими до Дунаю потрапляє 2/3 об'єму води.
120 приток Дунаю формують гідрографічну сітку басейну. Розподілені притоки нерівномірно: більшість з них тече в передгір'ях Альп та Карпат, а в Угорській (Середньодунайській) низовині вони майже відсутні.
Притоки Дунаю, що беруть початок в горах, мають у верхів'ях гірський характер. Виходячи на рівнину, вони набувають типових рис рівнинних річок, та значною відстанню є судноплавними.
Притоки, які суттєво впливають на водний режим Дунаю, наведені в таблиці.
| Назва         | Місце впадіння в Дунай, берег | Відстань від гирла, км | Країни, по котрих тече (від витоку)              | Довжина, км |
| ------------- | ----------------------------- | ---------------------- | ------------------------------------------------ | ----------- |
| Іллер         | правий                        | ~                      | Німеччина                                        | 163         |
| Лех           | правий                        | ~                      | Австрія, Німеччина                               | 285         |
| Ізар          | правий                        | 2281,7                 | Німеччина                                        | 263         |
| Інн           | правий                        | 2225,2                 | Швейцарія, Австрія, Німеччина                    | 525         |
| Енс           | правий                        | 2111,8                 | Австрія                                          | 255         |
| Морава        | лівий                         | 1880,3                 | Чехія, Словаччина, Австрія                       | 380         |
| Раба          | правий                        | 1794,0                 | Австрія, Угорщина                                | 398         |
| Ваг           | лівий                         | 1765,8                 | Словаччина                                       | 402         |
| Грон          | лівий                         | 1716,0                 | Словаччина                                       | 289         |
| Іпель         | лівий                         | 1708,2                 | Словаччина, Угорщина                             | 233         |
| Драва         | правий                        | 1382,5                 | Італія, Австрія, Словенія, Угорщина, Хорватія    | 720         |
| Тиса          | лівий                         | 1214,5                 | Румунія, Україна, Словаччина, Угорщина, Сербія   | 966         |
| Сава          | правий                        | 1170                   | Словенія, Хорватія, Боснія і Герцеговина, Сербія | 940         |
| Велика Морава | правий                        | 1104,5                 | Сербія                                           | 563         |
| Серет         | лівий                         | 195                    | Україна, Румунія                                 | 726         |
| Прут          | лівий                         | 170                    | Україна, Молдова, Румунія                        | 950         |

#### Озера басейну Дунаю
У басейні Дунаю є сотні озер, багато з них живить річку своїми водами. У горах Баварії з озера Форгензее витікає притока Дунаю Лех, з озер Аммерзе, Штарнбергер-Зеє, Кохельзее, Вальхен, заввишки від 530 до 800 метрів — притока Ізара, що впадає в Дунай. На висоті 422 метри з озера Траунзее витікає притока Дунаю Траун.
Великі озера, які живлять Дунай, розташовані Середньодунайською низовиною. Озеро Нойзідлер (на кордоні Австрії з Угорщиною; площа 323 км²) сполучене з одною з приток Дунаю каналом Ганшлаґ. Води найбільшого озера басейну Дунаю Балатон (Угорщина) (596 км², глибини до 11 метрів) стікають в Дунай каналом Шіо. Найчисленніші озера в пониззі Дунаю.
Українською ділянкою басейну Дунаю розташовані кілька десятків озер, найбільші з яких — Ялпуг, Кагул, Картал, Кугурлуй, Катлабух, Китай.

## Поділ Дунаю
За комплексом фізико-географічних характеристик Дунай розділяють на три частини:
- Верхній (992 км) — від витоку до селища Генью[hu];
- Середній (860 км) — від Генью до м. Дробета-Турну-Северин;
- Нижній (931 км) — від м. Турну-Северин до впадіння в Чорне море.

Середнє падіння Дунаю дорівнює 24,4 см на 1 км.

### Клімат

#### Режим
Гідрологічний режим Дунаю визначається трьома фазами: весняна повінь, літньо-осінні паводки, осінньо-зимова межень. Річна амплітуда коливань рівня води становить від 4,5–5,5 м (біля м. Рені) до 6–8 м (біля Будапешта). Пересічні річні витрати води у верхній течії 420 м³/с, у середній течії — 1900 м³/с, у гирлі — 6430 м³/с. Максимальні витрати води в пониззі дорівнюють 20 тис. м³/с, мінімальні — 1800 м³/с. Річний стік — близько 123 км³ на рік. Замерзає Дунай лише в холодні зими на 1,5–2 місяці.

#### Температури
Температурний режим в басейні Дунаю зумовлюється в основному характером циркуляції повітряних мас та особливостями рельєфу місцевості.
Температура повітря змінюється в широкому діапазоні. Взимку середня температура найхолоднішого місяця — січня — коливається в межах від −1 до −5 °C. Влітку середня температура найтеплішого місяця — липня — у верхній частині басейну становить від +16 до +18 °C, в центральній частині басейну — від +17 до +22 °C, в нижній частині — від +22 до +26 °C.

#### Вітри
Басейн Дунаю перебуває під впливом повітряних мас, що проникають з Атлантики, східної Європи та західної Азії.
У регіоні Верхнього Дунаю панівними вітрами в холодну пору року є вітри західних та північно-західних напрямків. На Середньому Дунаї переважають східний та південно-східний вітри, на Нижньому Дунаї — північний та північно-східний.
У теплу пору року напрямок панівних вітрів більш постійний та в основному припадає на західні чверті. На Середньому та Нижньому Дунаї дуже небезпечним для судноплавства є вітер «кошава» (типу бори) — має західний та північно-західний напрямки та досягає в окремих місцях 20—30 м/с.
У приморській частині дельти Дунаю суттєву небезпеку для прибережних населених пунктів завдають нагінні вітри (сильний вітер з моря, що уповільнює течію річки, а іноді навіть розвертає течію назад). При такому вітрі можуть відбуватись швидкі затоплення прибережних територій.

#### Опади
Розподіл опадів по території басейну нерівномірний. Середня річна сума опадів на рівнині становить 400–600 мм, в Карпатах — 800–1200, в Альпах — 1800–2500 мм, а інколи й більше. Найменша кількість опадів випадає в дельті Дунаю. Бувають роки, коли тут опадів немає з початку березня до середини листопада. Сніжний покрив в басейні Дунаю несталий, за виключенням гірських частин басейну Верхнього Дунаю.
Характерною особливістю льодового режиму Дунаю є крайня несталість льодових фаз та різний час їхнього настання. В деякі роки льодові явища можуть бути відсутні на всій довжині річки. На Нижньому Дунаї сталий льодовий покрив на основному річищі з'являється один раз на 5–7 років.

## Політична географія
Від витоку до гирла Дунай протікає територією 10 держав: Німеччини, Австрії, Словаччини, Угорщини, Хорватії, Сербії, Болгарії, Румунії, Молдови та України.
Також басейн Дунаю охоплює частини територій Італії, Словенії, Боснії й Герцеговини, Албанії, Македонії, Польщі, Швейцарії та Чехії.
Для всіх придунайських держав Дунай на окремих ділянках слугує природним кордоном із сусідніми країнами.
В межах територій окремих країн довжина Дунаю становить від 1075 км (Румунія) до 0,2 км (Молдова).
Довжина української ділянки Дунаю — 170 км, з яких 54 км припадає на основне річище, 110 км — на Кілійське гирло, та 6 км — на канал Прорва, який з'єднує гирло із Чорним морем (зараз канал замулений до несудноплавних глибин і не використовується).

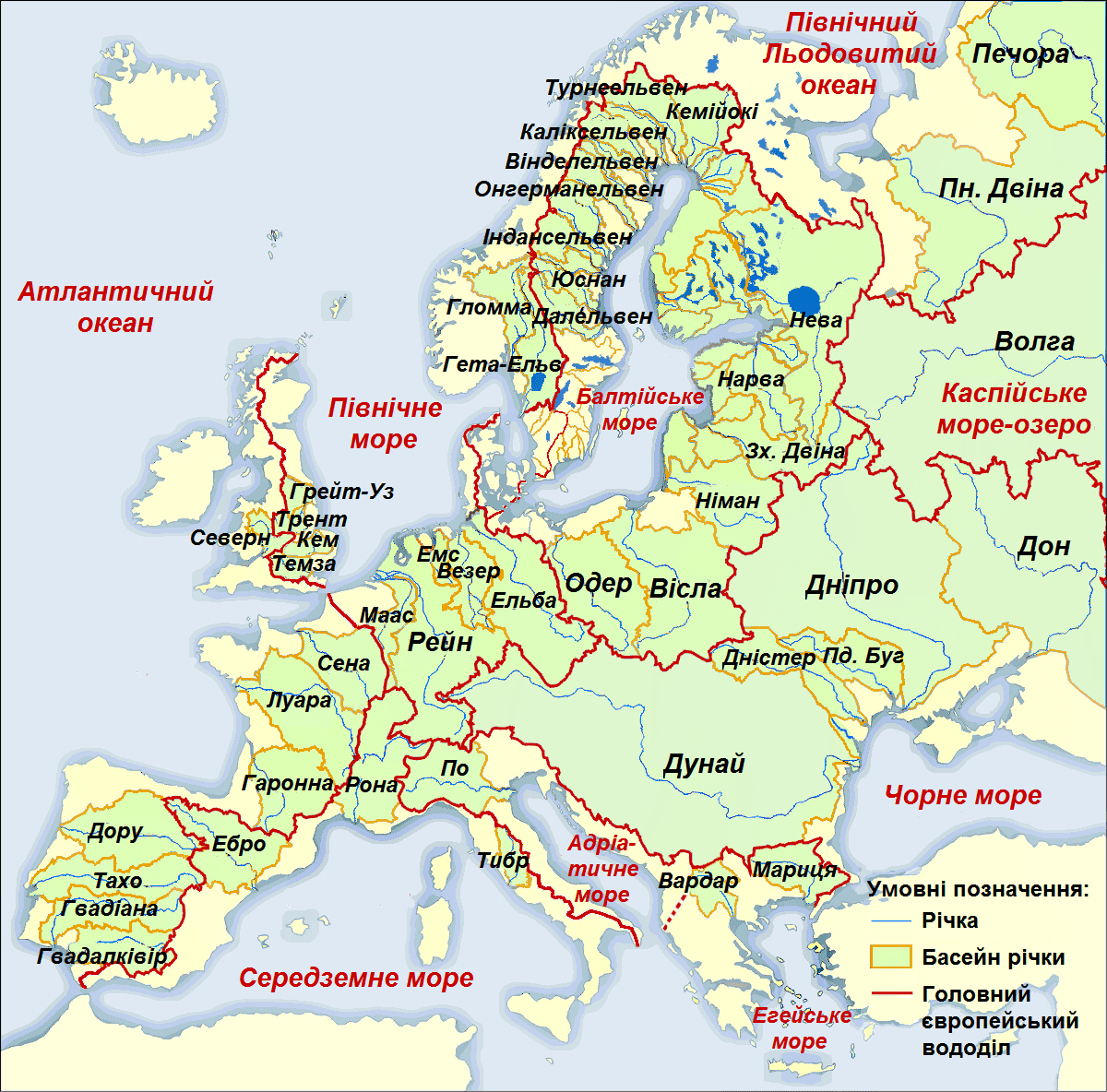
Карта головних водозбірних басейнів Європи
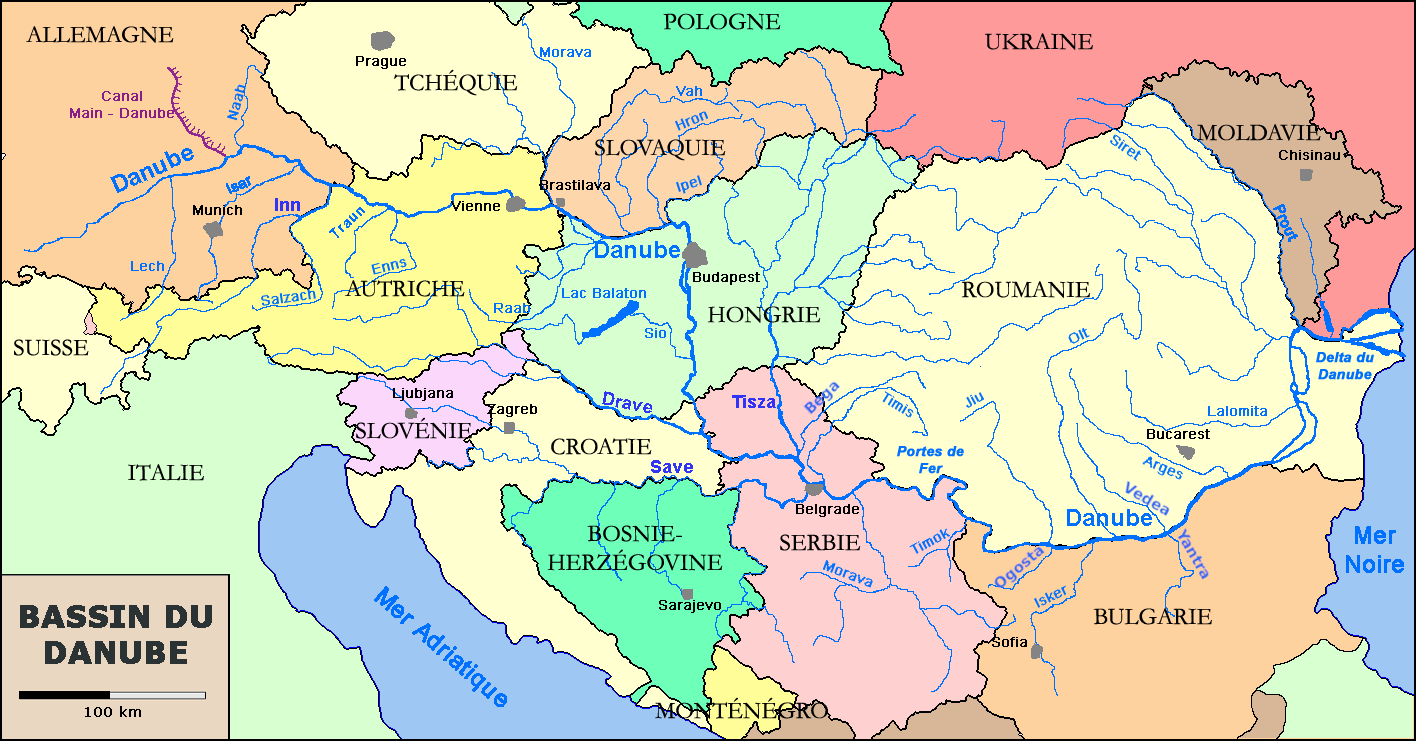
Країни басейну Дунаю
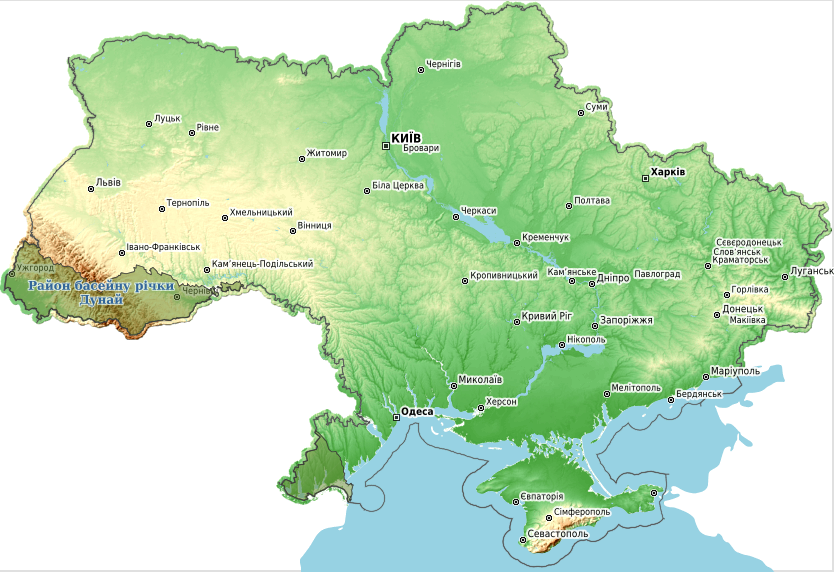
Водозбірний басейн Дунаю на території України
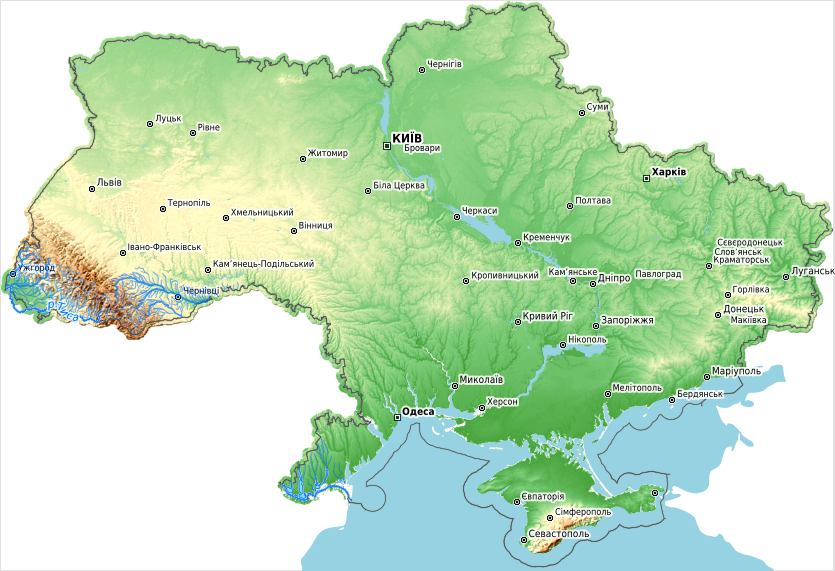
Річкова мережа приток Дунаю на території України

На берегах Дунаю розташовані десятки великих міст, в тому числі столиці 4 європейських держав: Австрії — Відень (1597 тис. жителів), Сербії — Белград (1168 тис.), Угорщини — Будапешт (2016 тис.), Словаччини — Братислава (425 тис.).
На притоках Дунаю розташовані столиці ще трьох держав: на Саві — Хорватії (Загреб, 707 тис.) та Словенії (Любляна, 270 тис.), на Істрі — Болгарії (Софія, 1250 тис.).
На притоці Ізар стоїть столиця Баварії (федеральної землі ФРН) — Мюнхен (1250 тис. мешканців).
Українською ділянкою Дунаю розташовані міста Рені (19,5 тис. жителів), Ізмаїл (73 тис.), Кілія (20,8 тис.), Вилкове (8,6 тис.), а також села Ізмаїльського району Одеської області.

## Судноплавство

Шлях Констанца-Роттердам через Дунай та Рейн

Плавання суден на Дунаї стає можливим від м. Ульм (2588 км), але ділянка до м. Кельгайм (2415 км) може використовуватись тільки суднами вантажністю до 300 тонн. Регулярні перевезення вантажів великотоннажними суднами починаються від Кельгайма.
Чинні судноплавні умови Дунаю багато в чому зобов'язані своїм існуванням проведеному колись шлюзуванню. На Дунаї зведено каскад із 18 гідроелектростанцій, всі вони мають судноплавні шлюзи.

### Судноплавство на притоках
Інтенсивне судноплавство відбувається повноводною Савою (Сербія) — судна підіймаються на понад 500 км до хорватського порту Сисак.
Також судноплавними є Тиса у нижній та середній ділянках, пониззя Пруту (до Леово), Драви (до 105 км), Серету, Інну та деяких інших притоків Дунаю.
У єдиній системі європейських водних шляхів Дунаю належить чільне місце. Після спорудження у 1992 році каналу Рейн-Майн-Дунай — утворилася наскрізна воднотранспортна магістраль, яка поєднала міста басейну річок Рейн із Майном (відстань довжиною 3505 км, яка з'єднала Північне та Чорне моря).

### Правовий статус судноплавства
У міжнародному праві порядок судноплавства Дунаєм (так званий «режим Дунаю») вперше було встановлено австро-турецьким договором 1616 року. Паризький трактат 1856 року оголосив Дунай міжнародною річкою. Того ж року була заснована Європейська Дунайська комісія (на 2 роки, однак термін існування якої неодноразово подовжувався). Після Першої світової війни режим Дунаю було встановлено 1921 року і був підписаний більшістю європейських держав, крім СРСР. Ці дві комісії — Міжнародна дунайська та Європейська дунайська регулювали судноплавство та різні питання, пов'язані з ним.
18 серпня 1948 року між СРСР, Болгарією, Угорщиною, Румунією, Чехословаччиною та Югославією на Белградській конференції підписали нову конвенцію про режим Дунаю, відповідно до якої, навігація на Дунаї повинна бути відкрита для цивільних та торгових суден усіх держав. Водночас військові судна недунайських держав не мають права плавання Дунаєм, а військові судна придунайських держав можуть проходити поза межами вод своєї держави лише за згодою зацікавлених сторін.

## Мости
Головні мости через Дунай від витоку до гирла:
- античний — Костянтинів міст
- 105 — Траянів міст — найдовший міст античності (біля ущелини Залізна Брама — сучасний кордон країн  Сербія та  Румунія)
- 1876 — Райхсбрюке (Відень,  Австрія)
- 1895 — міст Кароля I
- 1935 (повторне відкриття — 1946) — Панчевський міст[en] (Белград,  Сербія)
- 1954 — міст Джурджу — Русе
- 1970 — міст Джурджень — Ваду-Оїй
- 1972 — Залізні Ворота I
- 1984 — Залізні Ворота II
- 1987 — міст Чернавода — Фетешть
- 2013 — Нова Європа (Видин,  Болгарія і Калафат,  Румунія)
- 2023 — Бреїльський міст (Бреїла,  Румунія)

## Каскад ГЕС
На Дунаї розташовані такі ГЕС:
- ГЕС Страубінг
- ГЕС Кахлет
- ГЕС Йохенштайн
- ГЕС Ашах
- ГЕС Оттенсхайм-Вильгеринг
- ГЕС Абвінден-Астен
- ГЕС Валльзе-Міттеркірхен
- ГЕС Ібс-Перзенбойг
- ГЕС Мельк
- ГЕС Альтнверт
- ГЕС Грайфенштайн
- ГЕС Фрейденау
- ГЕС Габчиково
- ГЕС Залізні ворота I
- ГЕС Залізні ворота II
- ГЕС Гогошу.

## У міфології та фольклорі
В давніх українських народних піснях Дунай вживається на позначення якоїсь чарівної країни, тридев'ятого царства, вирію. За багатьма легендами, Дунай тече посеред раю. За болгарською легендою, він витікає з-під кореня світового дерева — гігантської золотої яблуні. У фольклорі східних та західних слов'ян Дунай — це загальний символ водного простору, зокрема й морського.
Дунайська вода відкриває шлях на той світ. Напитися цієї води означає: або навіки піти туди, звідки нема вороття, або забути все, що любив доти, або ж торкнутися заборонених таємниць, дізнавшись про подальшу, зазвичай нещасливу долю. У будь-якому випадку все це мало значення зв'язку із потойбіччям. У пісні «Ревуть води, шумлять лози» козак, напуваючи коня з Дунаю, питається у птахів про дорогу «до свого роду». У відповідь він чує:
Вертай коня, козаченьку,
Вже не знайдеш домівоньку.
Ні домівки, ні родини,
Ані вірної дружини.
Кінь у фольклорі є перевізником з одного світу на інший. Відтак, Дунай знову показаний як кордон між двома світами. У деяких піснях сказано, що переправитися через Дунай можна полотняними мостами, що є поетичним позначенням погребальних рушників, якими опускають труну до могили. Дунай у значенні могили згадується в багатьох козацьких піснях:
А ми турка та і не звоюєм,
Тільки роздратуєм.
Тільки нами, нами, козаками,
Дунай… Дунай загардуєм.
В іншій пісні ліричний герой говорить, що річка занесла його товариша за Дунай — тобто втопила. Дунай тут зображується не як річка, а саме як межа, кордон між світом живих та світом мертвих. Про це свідчить і народне прислів'я: «Як пішов на Дунай — та й додому не думай». У замовляннях у Дунай відправляють хвороби, дунайською водою заживляють рани, бо це своєрідна «мертва вода».
У колядці «Ішли молодці рано з церковці» парубки мріють про чудову країну, де «добрий пан» добре платить за службу. Показово, що шлях до тієї країни відтворює давній слов'янський поховальний обряд, коли померлого клали в човен і пускали по воді. Враження, що йдеться про похорон, підсилюється ще й згадкою про церковну службу, з якої нібито йдуть молодці:
Ішли молодці рано з церковці — Ой, дай Боже!
Ой, ішли, ішли, раду радили,
Раду радили не єднакую,
Не єднакую, троякую:
Ой, ходімо ж ми до ковальчика,
До ковальчика, до золотника;
Покуймо ж собі мідяні човна,
Мідяні човна, золоті весла.
Ой, пустиможся на тихий Дунай,
Долів Дунаєм під Царегород.
Ой, чуємо там доброго пана,
Що платить добре за заслуженьку,
Ой, дає на рік по сто червоних,
По сто червоних, по коникові,
По коникові та й по шабельці,
Та й по шабельці, по парі сукон,
По парі сукон та й по шапочці,
Та й по шапочці, та й по панночці.
У багатьох піснях про татарський полон повторюється мотив пускання коси по Дунаю. Дівчина-полонянка звертається до своїх поневолювачів зі словами:
— Ой татаре, татаройко, ой мой пане, мой панойко,
Вийми, вийми свого ножа, одріж, одріж мою косу,
Пусти, пусти по Дунаю, нехай пливе близько краю.
Прийде мати води брати, мою косу познавати:
«О де коса мої дочки, мої дочки Вуляночки!».
Відрізана коса — символ дівочої цнотливості, долі та життя, яке занапастили вороги. У наведеній пісні пущена по воді коса означає загибель дівчини, а Дунай є погребальним шляхом.
Розповсюдженим є мотив потоплення новонародженої дитини матір'ю в дунайських водах. У «Пісні про синів-корабелів» колись утоплені вдовицею діти повертаються до неї через багато років вродливими та заможними купцями. Коли ж мати хоче одружити з одним свою дочку, а за другого сама вийти заміж, вони нагадують їй давній гріх:
Посередині села, Ой там удова жила,
Породила два сина — Іванюшу, Василя,
У китайки повила, І в корабель вложила,
І на Дунай пустила:
— Ой ти, Дунай, не шуми,
Гляди моїх два сини!
А ти, рибойка жива!
Гляди моїх два сина — Іванюшу, Василя!
У повісті Івана Нечуя-Левицького «Бурлачка» зустрічається пісня, записана самим автором:
Ой у нашому Стеблеві стала новина:
Породила Биківночка малеє дитя.
Взяла малеє дитя під білії боки
Та й вкинула мале дитя у Дунай глибокий…
У ліричних піснях Дунай — перепона між двома закоханими, яку дуже важко, іноді неможливо подолати. У пісні «Ой там, за Дунаєм» козак із-за тихого Дунаю поглядає на свою Вкраїну. «Та не так на Вкраїну, як на ту дівчину», і просить у неї перевозу. В іншій пісні дівчина губить у Дунаї перстень — подарунок коханого, що мав стати запорукою вірності. Намагаючись дістати перстень, вона гине сама.
У пісні «Тихий Дунай бережечки зносить» молодець просить отамана відпустити його додому, щоб побачити кохану:
Тихий Дунай, тихий Дунай
Бережечки зносить,
Молодий козак, молодий козак
Отамана просить:
«Пусти мене, отамане,
із війська додому,
Бо вже скучила, бо вже скучила
Дівчина за мною».
У цьому прикладі первісне міфологічне значення Дунаю як кордону між двома світами збереглося в дещо трансформованому вигляді: воєнний стан та мирне життя — це дві абсолютно різні просторові сфери, два світи, розділені між собою. У цій же пісні Дунай зображений як річка забуття на зразок давньогрецької Лети. Отаман, відповідаючи на прохання козака, радить: «А ти випий води холодної — дівчину забудеш».
У весільних піснях Дунай є символом шлюбу, він поєднує дівчину із нареченим, назавжди відділяючи її від власного роду. Таку саму символіку має і вінок, вкинутий у Дунай. Ось як зображує єднання двох закоханих галицька дівоча колядка:
Плила Касуня бистров рікою,
В Дунаю! В Дунаю, море,
Касуню, зоре, Серденько!
За нев батенько над береженьком:
«Подай, Касуню, білу ручку».
«Ручки не даю, най си плаваю».
Плила Касуня бистров рікою,
За нев матенька (батенько, сестричка…)
Плила Касуня бистров водою,
За нев миленький до береженька:
«Подай, Касуню, білу ручку!»
Ручку подала, сама виплила.
Як казковий вирій, рай, Дунай пов'язаний із птахами, на яких, за легендами, перетворюються людські душі. В українській пісні Мати Божа ластівкою купається в дунайських водах:
Ой на Дунаєчку, на бережечку,
Там ластівочка та купалася,
То не ластівочка, то Божа Мати…
У польській весільній пісні парубок побачив свою наречену, коли вона плавала по Дунаю у вигляді сірої качки. У білорусів зустрічається лайка: «Відьма ти київська, сова дунайська!». У фольклорі київська відьма вважається найнебезпечнішою. Очевидно, що епітет «дунайська» надавав слову «сова» якогось винятково негативного значення. У пісні «Сокіл з орлом, сокіл з орлом купається» сокіл питає в орла: «Чи був, орле, чи був, орле, на Дунаї? Чи не знаєш про ногаїв?». Очевидно, історичний контекст наклався тут на міфологічний зміст. Орел — птах потойбічний, тому він мусить знати все. На це й натякає пісня згадкою про Дунай. Отже, відповідь орла є цілком логічною: «За річкою, за річкою, за Дунаєм, хоч я й не був, а й так знаю!..».
Найчастіше образ Дунаю зустрічається в таких жанрах фольклору як колядки та щедрівки, ліричні та епічні пісні. У більшості пісень назва «Дунай» супроводжується епітетом «тихий».
Є легенда про походження Дунаю з крові вбитого богатиря, ім'ям якого й назвали річку. Оскільки Дунай у фольклорі — річка скорботи, то в піснях її походження часто пов'язують із дівочими чи материнськими слізьми. У піснях Дунай виступає як жива істота, велична, але небезпечна. Він може вести розмову з іншими річками, зокрема із Дніпром, якого величає: «Дніпр-батьку, Славуто!», визнаючи його першість. До Дунаю, як до живої істоти, пророчого помічника звертаються козаки:
Чом ти, Дунаю, став так смутен,
Став так смутен, каламутен?..

## Цікаві факти
У Словенії Дунаєм називають столичне місто Австрії — Відень (словен. Dunaj).

## Зображення Дунаю

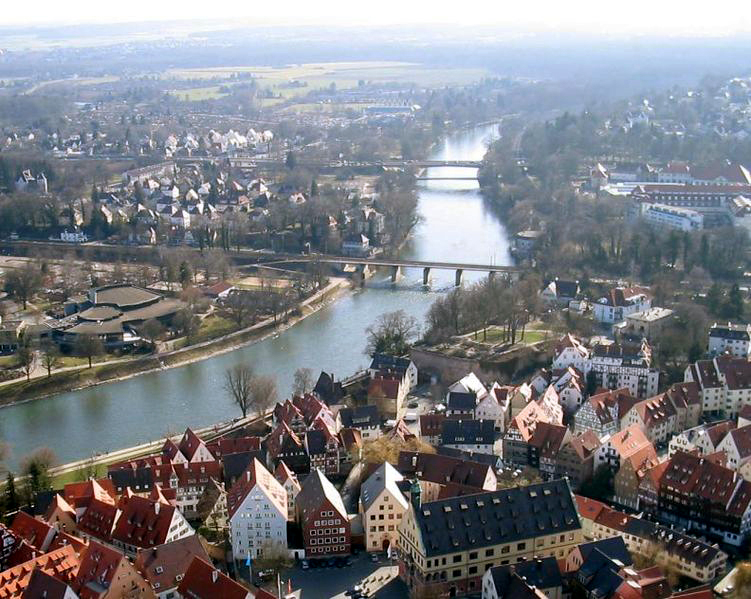
Дунай в Ульмі
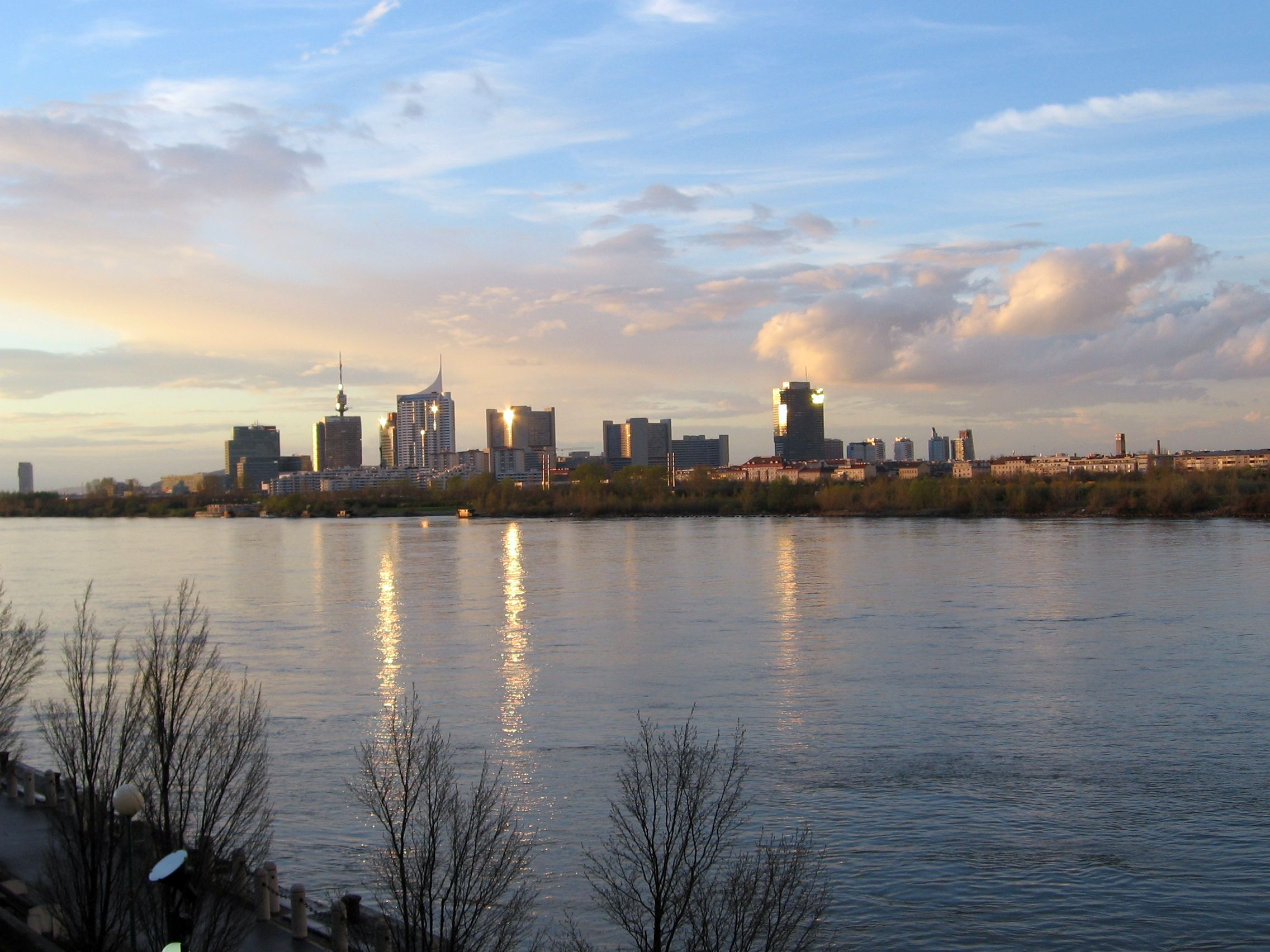
Дунай у Відні
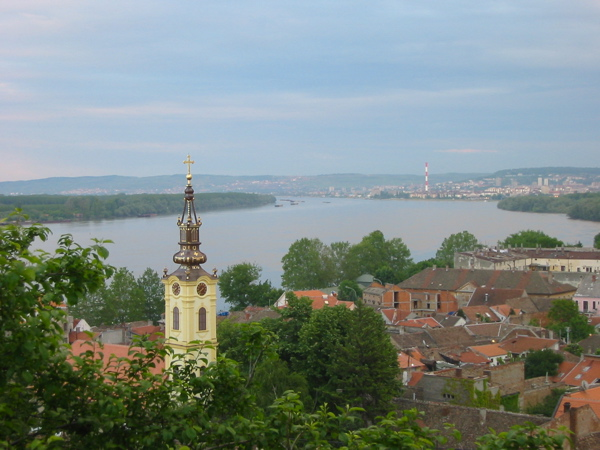
Дунай у Белграді
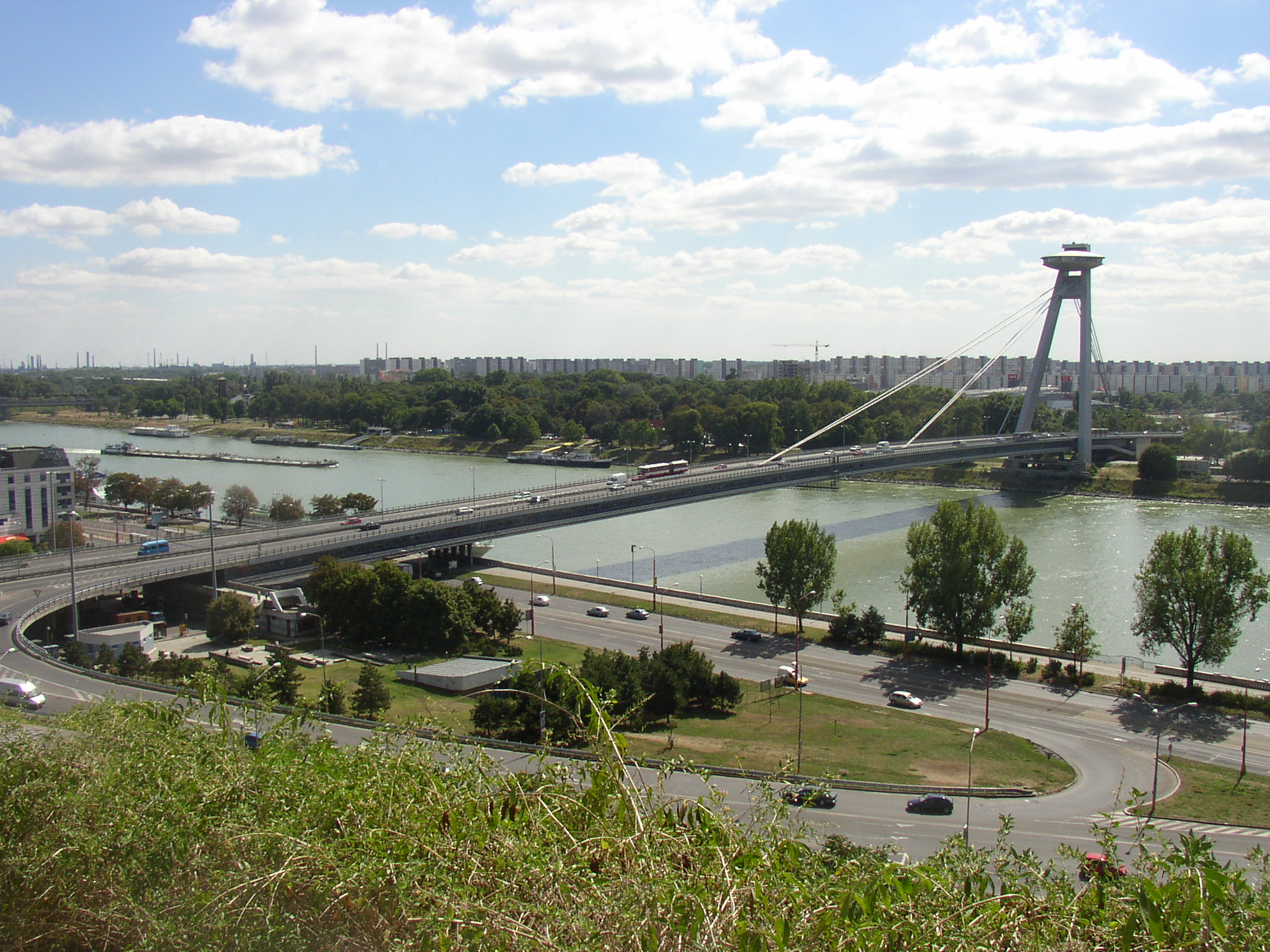
Дунай у Братиславі
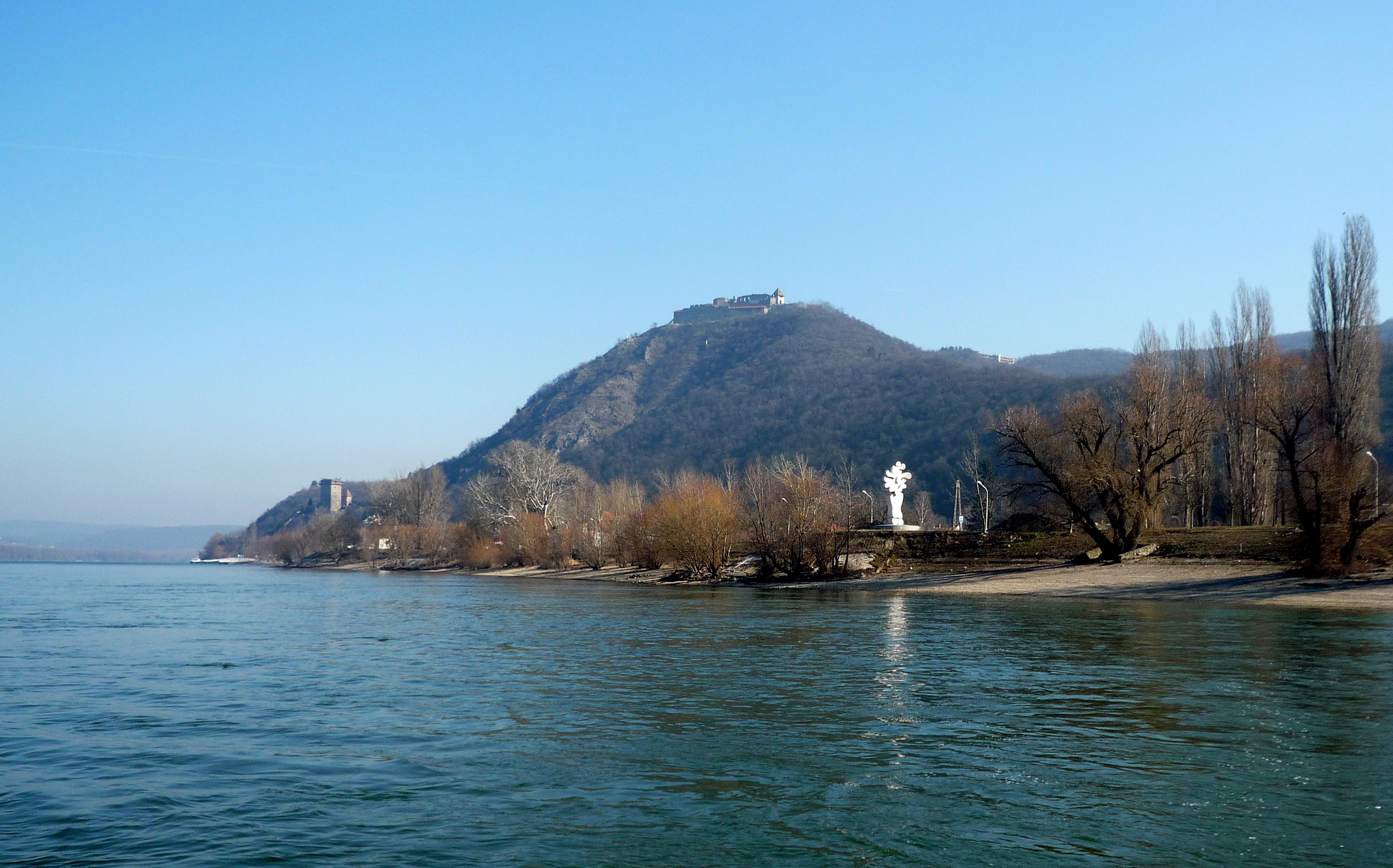
у Вишеграді (справа верхній замок)
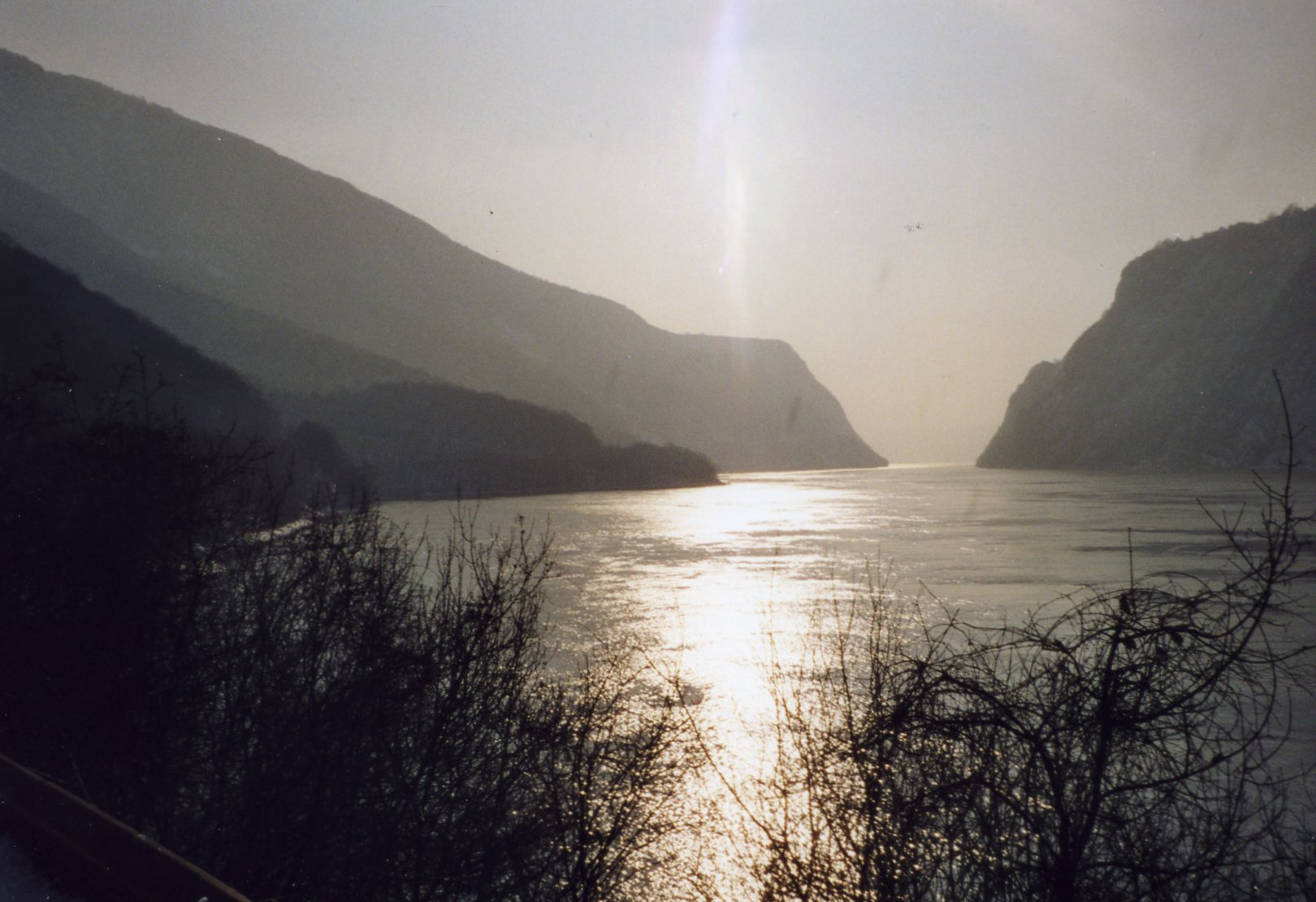
Дунай в районі «Залізних воріт»
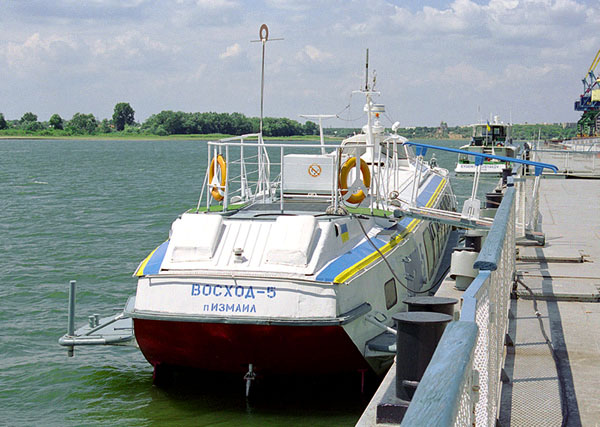
Дунай в Ізмаїлі
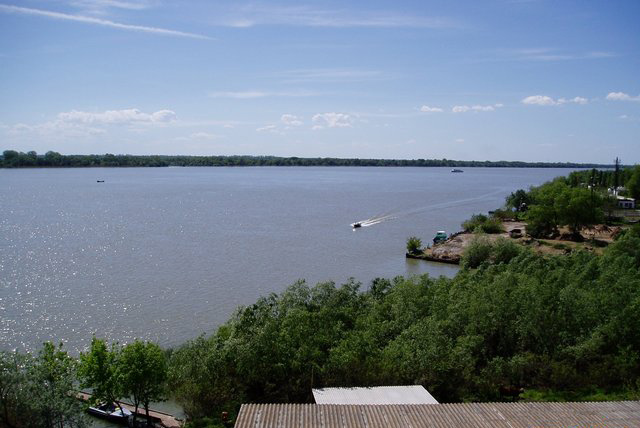
Вид на Дунай в дельті (м. Вилкове)